# ACT-R
ACT-R is software voor het beschrijven en nabootsen van denkprocessen in het kader van psychologische experimenten. De naam staat voor Adaptive Control of Thought—Rational. Hoofdontwikkelaar is John Robert Anderson van de Carnegie Mellon University in Pittsburgh, die er in 1973 mee begon.
Zaken die met ACT-R kunnen worden nagebootst zijn bijvoorbeeld:
- Het ontleden van zinnen uit een natuurlijke taal
- Rekenopgaven
- Strategieën voor kaartspelen
- Leerprocessen

Een denkproces wordt in ACT-R beschreven door:
1. declaratieve kennis: uitgangsfeiten in het geheugen
2. procedurele kennis: mogelijkheden om uit die feiten iets af te leiden
3. een doel: datgene wat via een aantal procedurele stappen moet worden afgeleid uit de declaratieve kennis

In een nabootsing zoekt het ACT-R systeem binnen een dergelijke beschrijving naar mogelijkheden om het doel te bereiken. Deze werkwijze lijkt op die van de programmeertaal Prolog. Er is echter een belangrijk verschil, waardoor ACT-R meer op een echte mens lijkt. Prolog zoekt op een starre manier naar mogelijke procedurele stappen in de volgorde waarin deze stappen in het programma staan aangegeven. ACT-R kan stappen een hogere prioriteit geven, als deze stappen bij recente pogingen tot succes hebben geleid.
In de praktijk gaat het er niet alleen om, of het doel bereikt wordt. Het is zeker zo belangrijk te kijken in hoeveel stappen dat gebeurt. Daaruit valt namelijk af te leiden wat de reactietijd zou moeten zijn van proefpersonen die dezelfde opgave voorgelegd krijgen. Mochten die reactietijden afwijken, dan volgt het denkproces van de proefpersonen kennelijk een andere weg en moet een andere theorie gezocht worden.
In Nederland wordt met ACT-R gewerkt bij het Instituut voor Kunstmatige Intelligentie van de Rijksuniversiteit Groningen.

## Varianten
Het oorspronkelijke ACT-R-systeem ("Vanille ACT-R") is geschreven in de programmeertaal Lisp. De beschrijving van de declaratieve kennis, de procedurele kennis en het doel volgt de grammatica van Lisp. Inmiddels is er ook een variant van ACT-R als Python-module, waarbij de grammatica van Python gevolgd moet worden. Er bestaan verder twee varianten in Java, waarbij de Lisp-vorm van de beschrijvingen wel behouden kan blijven.